# تويتي كارتر
تويتي كارتر (بالإنجليزية: Tweety Carter)‏ مواليد 25 أكتوبر 1986 في نيو أورلينز، هو لاعب كرة سلة أمريكي. بدأ مسيرته الاحترافية في سنة 2010. يلعب مع تورو زغورجيلتس في الدوري البولندي لكرة السلة كلاعب هجوم خلفي. يحمل الرقم 45. يبلغ طوله 5 قدم 11 بوصة (1.8 م).

## المسيرة الاحترافية
لعب مع أوكلاهوما سيتي بلو في موسم 2010–2011، ثم لعب مع نادي فينتسبيلس لكرة السلة في سنة 2011، ثم لعب مع نادي سيبونا لكرة السلة في سنة 2012، ثم لعب مع نادي نيمبورك لكرة السلة في موسم 2012–2013، ثم لعب مع أسفيل باسكت في الدوري الفرنسي في سنة 2014.

## روابط خارجية
- تويتي كارتر على موقع كرة السلة الأوروبية.كوم (الإنجليزية)
- تويتي كارتر على موقع كلية كرة السلة في سبورتس رفرنس.كوم (الإنجليزية)
- تويتي كارتر على موقع ريلجم (الإنجليزية)
- تويتي كارتر على موقع بروبوليرز (الإنجليزية)
- تويتي كارتر على موقع سبورتس رفرنس (الإنجليزية)
- تويتي كارتر على موقع سبورتس رفرنس (الإنجليزية)